# Comuna Velîki Vilmî
Velîki Vilmî (în ucraineană Великі Вільми) este o comună în raionul Sumî, regiunea Sumî, Ucraina, formată din satele Pavliucikî, Sîmonivka, Velîki Vilmî (reședința) și Velîkîi Iar.

## Demografie
Componența lingvistică a comunei Velîki Vilmî
     Ucraineană (97,06%)
     Rusă (2,7%)
Conform recensământului din 2001, majoritatea populației comunei Velîki Vilmî era vorbitoare de ucraineană (97,06%), existând în minoritate și vorbitori de rusă (2,7%).